# Il castello del cappellaio
Il castello del cappellaio (titolo originale Hatter's Castle) è il primo romanzo dello scrittore scozzese Archibald Joseph Cronin, pubblicato in originale nel 1931, in Italia edito nel 1946 da Valentino Bompiani Editore. Narra la storia di una famiglia scozzese oppressa dalla mania di grandezza del padrone di casa, uomo ottuso e brutale.
Nel 1942 dal libro fu tratto un film dallo stesso titolo, con Robert Newton nella parte di James Brodie e Deborah Kerr in quella di Mary Brodie.

## Ambientazione
Le vicende si svolgono nella cittadina immaginaria di Levenford, collocata alla confluenza del fiume Leven con l'estuario del Clyde, nel sud della Scozia, zona dove è realmente situato il paese natale dello scrittore, Cardross. In uno degli episodi chiave del libro, un personaggio perde la vita venendo coinvolto nel disastro del Tay Bridge avvenuto nel 1879, fatto che permette una precisa collocazione temporale della narrazione.

## Trama
James Brodie, proprietario di una bottega di cappelli nella cittadina di Levenford, vive con la famiglia nella casa che si è fatta costruire poco fuori dal paese secondo sue precise indicazioni. Una costruzione arcigna e pretenziosa, specchio di un carattere gretto e brutale, abituato a riversare sui familiari tutta l'acredine di un uomo che si ritiene per retaggio e capacità molto al di sopra dei suoi simili. A patire maggiormente la condizione è la secondogenita Mary, ragazza che non può reprimere l'istinto che la porta a desiderare la compagnia ed il divertimento dei suoi coetanei. Ecco perché le attenzioni del giovane Denis Foyle trovano in lei una corrispondenza spontanea, e malgrado la proibizione paterna, la giovane una sera sfida i divieti incontrando l'amato alla fiera paesana, dove i due si promettono e si concedono l'amore che entrambi sentono per l'altro. L'episodio sembra passare inosservato nella tirannica routine di casa Brodie, anche perché la partenza per l'India del primogenito Matt concentra altrove l'attenzione della famiglia. Ma il frutto di quell'incontro ha preso forma in un bambino che cresce in Mary, e quando la giovane trova definitiva conferma ai suoi timori non può che cercare conforto nell'amato, il quale sceglie di non abbandonarla offrendole il sostegno necessario a resistere alle paure che la assalgono. Conservando il segreto su quanto avvenuto, Foyle cerca di convincere l'iroso James delle sue buone intenzioni verso la figlia, ottenendo però solo uno sprezzante rifiuto a qualsiasi approvazione su una futura relazione tra i due. Le sue insistenze non ottengono altro che lo scoppio di furia dell'energumeno, ed il fatto che l'unico ad uscirne malconcio sia lo stesso Brodie non fa che cancellare definitivamente qualsiasi speranza per i due giovani. Decidono così di continuare a mantenere il segreto pianificando una vita in comune lontano dall'opprimente presenza di quel dispotico genitore. Ma l'attesa è eccessiva; in una notte di furiosa tempesta Mary viene tradita dalle doglie di un parto prematuro e cacciata violentemente da casa. Nel tentativo di raggiungere un rifugio amico rischia di perdere la vita, partorendo in una rimessa isolata dove viene salvata dai proprietari. La tempesta travolge anche il treno che stava riportando Denis Foyle verso casa, facendolo precipitare da un ponte sospeso ed uccidendolo.
Mesi dopo, nulla sembra essere cambiato in casa Brodie. Il destino di Mary, che dopo essere scampata ad una grave polmonite ed aver perso il neonato si è trasferita a Londra, non interessa al padre, preoccupato solo di evitare lo scandalo per il proprio nome. Ma l'apertura di fianco al suo negozio di una grande attività commerciale lo mette di fronte alla prospettiva di una dura concorrenza, a cui decide di reagire con la consueta arroganza, mascherando le proprie paure con l'alcol. Il risultato è un calo drastico degli affari, e a peggiorare la situazione giunge l'annuncio del ritorno di Matt, preceduto da cattive notizie sulla sua condotta all'estero e da sue richieste di denaro alla madre. Casa Brodie si copre così di debiti ed obbligazioni, ed il ritorno del giovane dissoluto non fa che aggiungere nuovi motivi di contrasto ed amarezze nell'atmosfera già fin troppo carica di tensioni. L'incontro fortuito tra figlio e padre nel luogo in cui quest'ultimo è solito trovarsi con l'amante si trasforma in uno scontro furioso, e solo la sorte impedisce una conclusione tragica. Ad imporre una tregua in famiglia giunge la grave malattia di Margaret, un cancro oramai avanzato che la porta nel giro di pochi mesi alla morte, mesi in cui anche il negozio del marito segue un declino parallelo, concludendosi con la chiusura dell'attività. All'orgoglioso James non resta che accettare un posto da impiegato nel cantiere navale locale, ottenuto come favore personale da parte del proprietario, suo ex cliente.
In seguito a questi avvenimenti James accoglie come governante la propria amante Nancy, ma il tentativo si trasforma in un disastro per i ritmi e le abitudini di casa Brodie, poiché la nuova arrivata si rivela poco adatta ed ancor meno entusiasta dei suoi compiti. Diventata la vera padrona di casa non ci mette molto a decidere che il suo legame con quell'uomo sempre attaccato alla bottiglia di whisky è stato un grave errore, e dopo aver irretito il più malleabile Matt, alla prima occasione utile lo convince ad unirsi a lei in una fuga verso un futuro più promettente. Il colpo per l'orgoglio di James è terribile, e questo lo spinge ad aumentare al massimo la pressione sulla figlia minore Nessie, la cui possibilità di vittoria nel premio scolastico annuale diventa ai suoi occhi l'unico riscatto verso un mondo incapace di riconoscerne il valore. Il ritorno a casa di Mary, richiamata da una lettera di Nessie spedita in segreto sull'onda della disperazione, viene accolto con glaciale indifferenza da quell'uomo che non è disposto a rinunciare a ciò che ritiene suo diritto. Ogni intercessione di Mary verso la sorella minore viene bloccato sul nascere, compreso quello che la giovane donna mette in atto con l'aiuto del dottor Renwick, il medico che a suo tempo l'aveva salvata e con cui aveva mantenuto un contatto a distanza. Il carico di responsabilità e terrore per la povera fanciulla supera così il limite di sopportazione, e alla notizia dell'insuccesso alla competizione scolastica si toglie la vita. Il tentativo di soccorso di Mary è inutile, e al suo arrivo il dottor Renwick può solo consolare la giovane trovando finalmente il coraggio di rivelarle la profondità del suo affetto, che sente essere corrisposto. Giunto a casa, il padre alla vista dei due giovani abbracciati va su tutte le furie ma viene immediatamente messo di fronte alle proprie responsabilità riguardo alla morte della figlia, e lasciato in compagnia della propria miseria morale.

## Personaggi
- James Brodie. Signore e padrone unico del proprio reame immaginario, in cui vive rinchiuso con la propria famiglia, protetto dalla propria impenetrabile ottusità. Diventa così il seme della rovina di chiunque non riuscirà a sfuggire alla sua malefica influenza.
- Mary Brodie. Giovane ragazza che vive con sofferenza una condizione troppo opprimente, se ne sottrae grazie all'amore altrui ed al proprio coraggio, finendo per trovare un proprio equilibrio e la prospettiva di un futuro migliore.
- Matthew Brodie. Primogenito ed unico figlio maschio, giovane del tutto inetto ed incapace di sottrarsi alla cupa influenza del genitore.
- Nessie Brodie. La figlia più piccola. È la pupilla di James Brodie, che vede in lei il riscatto della sua intera esistenza.
- Margaret (Lumsden) Brodie. Moglie di James, donna debole e remissiva, completamente soggiogata alla volontà del marito, trova attenzione solo per il figlio, viziandolo in maniera eccessiva.

## Edizioni
- Archibald Joseph Cronin, Il castello del cappellaio, traduzione di Aldo Camerino e Carlo Izzo, 1ª ed., Bompiani, maggio 1962  [1931].